# ハドソン・ヤード

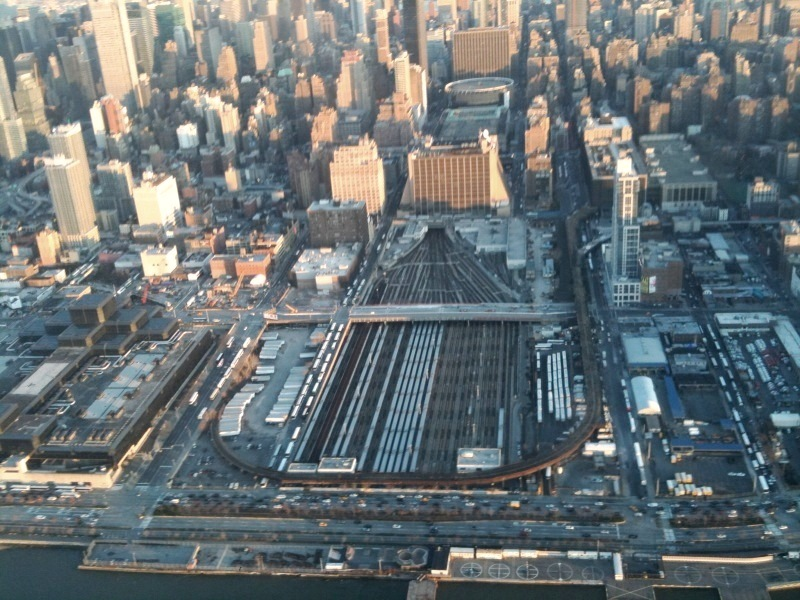
再開発前のウェストサイド車両基地　2009年

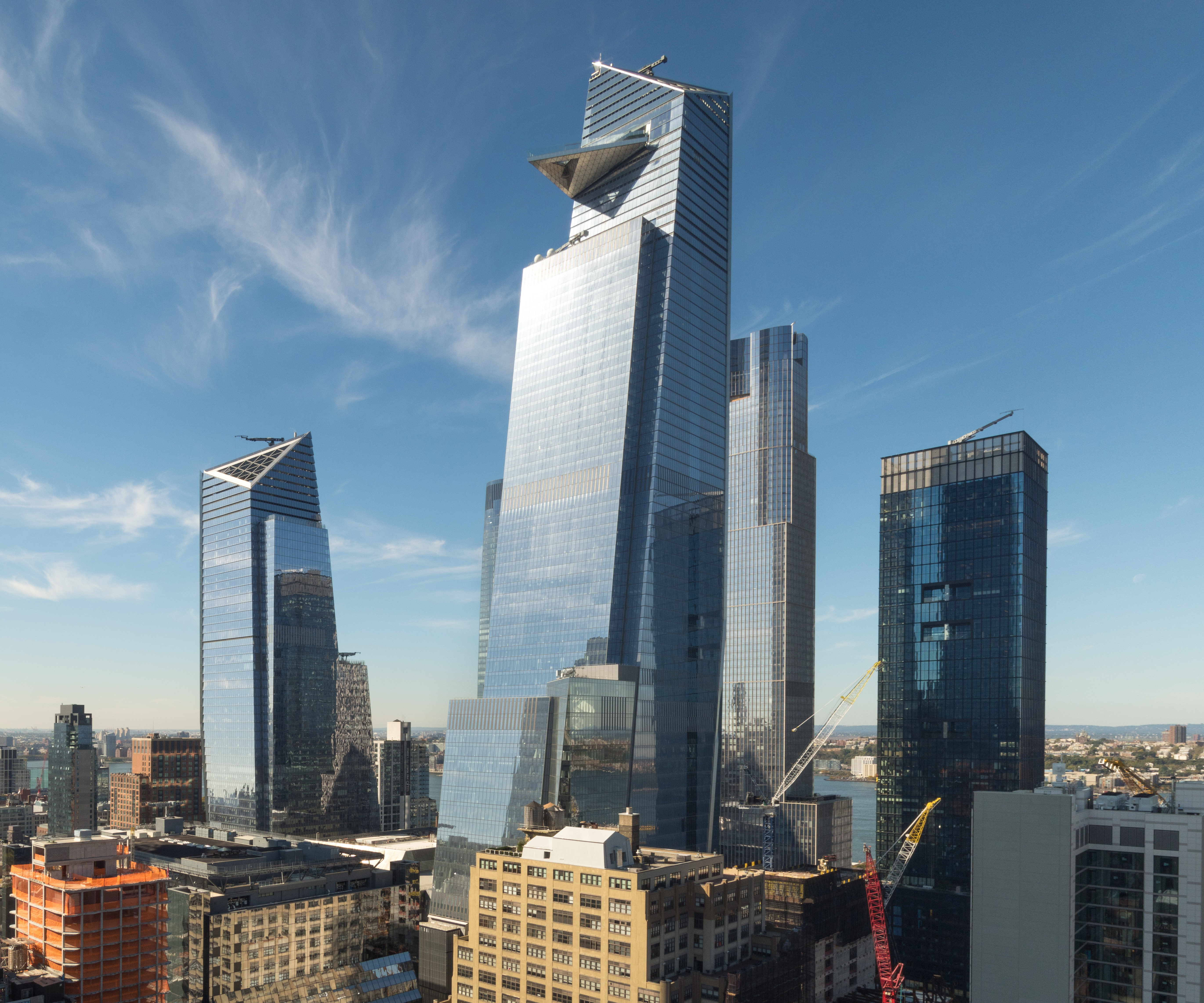
2019年のハドソン・ヤード

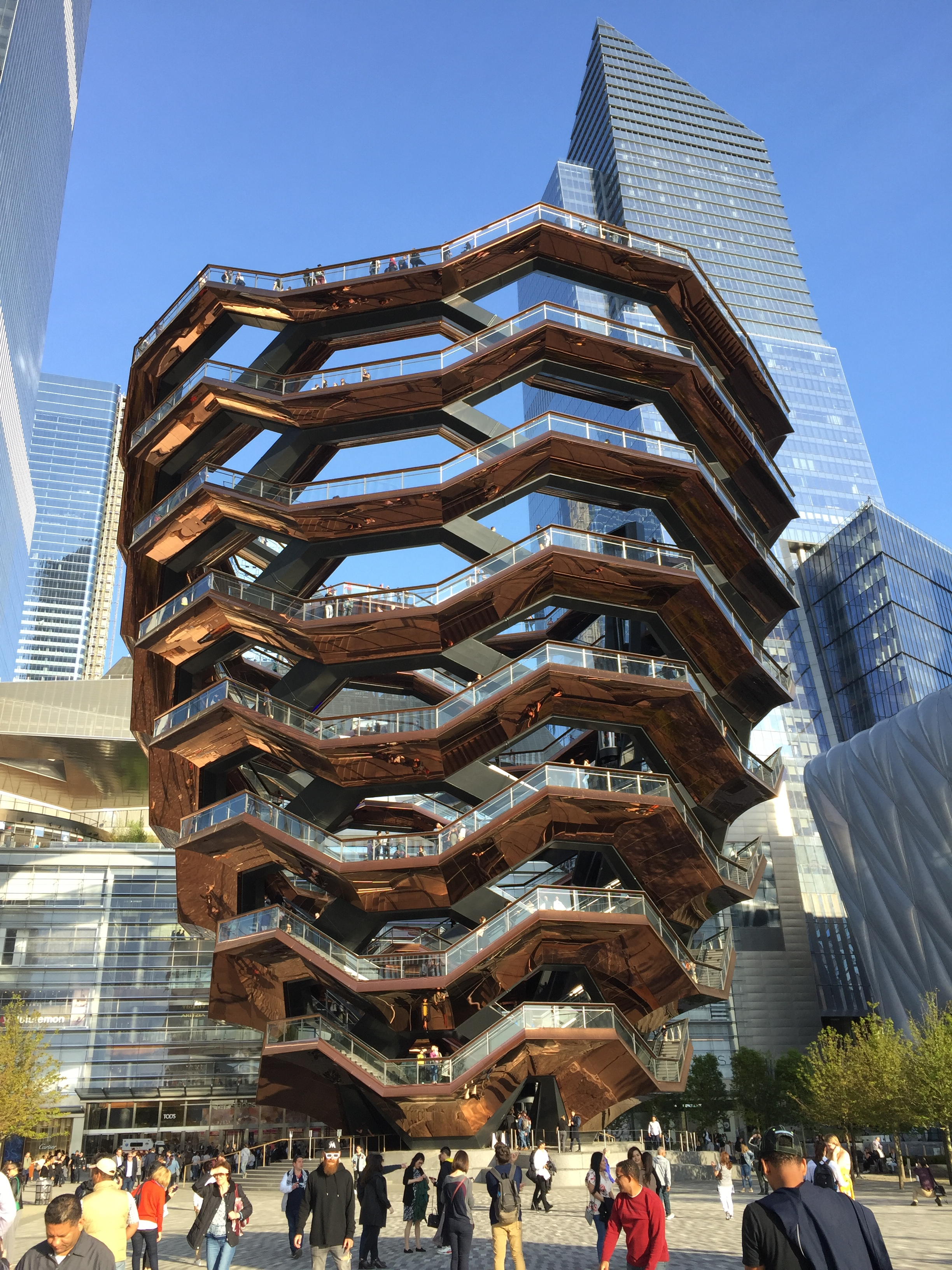
巨大オブジェ「The Vessel」 2019年

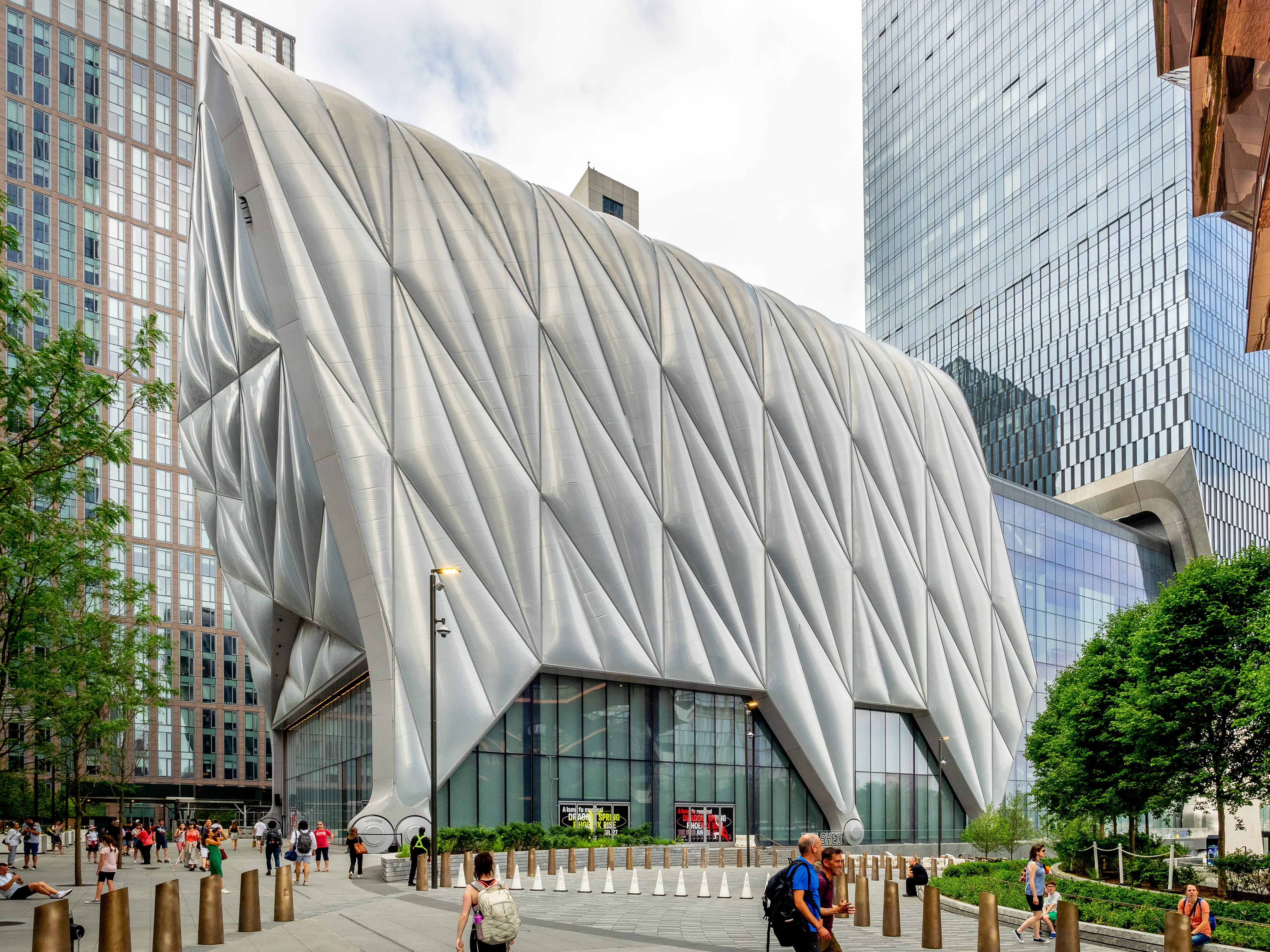
文化施設「The Shed」2019年

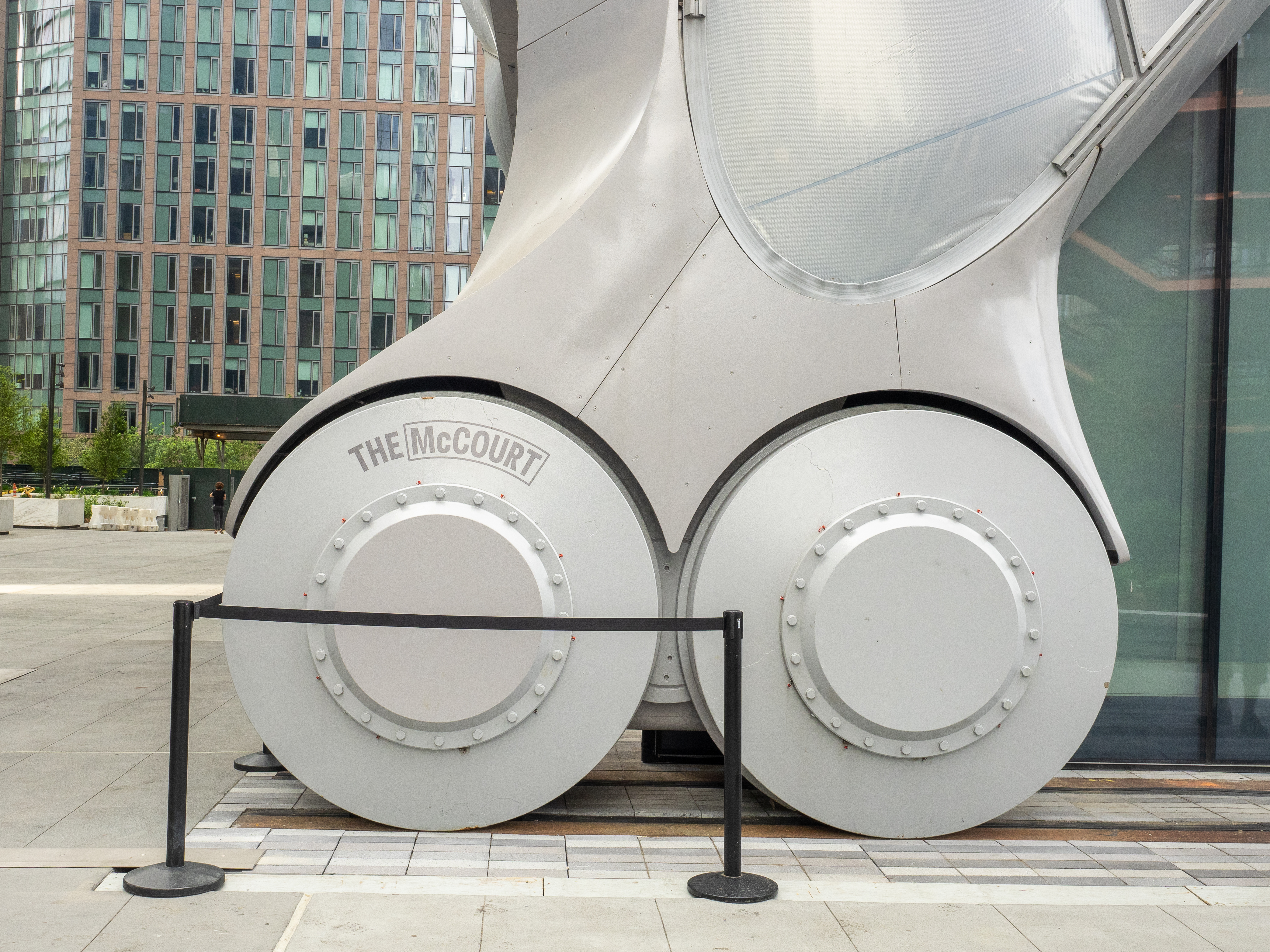
「The Shed」の車輪

ハドソン・ヤード（英語: Hudson Yards）はニューヨーク市マンハッタン区ヘルズ・キッチンおよびチェルシーのハドソン川沿いのエリアで進行中の都市再開発事業である。ニューヨーク市都市計画局とメトロポリタン・トランスポーテーション・オーソリティ (MTA) によるジョイント・ベンチャー。

## 概要
この都市再開発エリアはハドソン・ヤード (Hudson Yards) と呼ばれる新しいネイバーフッドとなる。交通アクセスとしてニューヨーク市地下鉄7系統延伸計画によって、このエリアの11番街沿いに当地名を冠した34丁目-ハドソン・ヤード駅が新設され、2015年9月に開業した。
建設工事は2012年12月4日に起工され、高さ895-フート (273 m)の最初のオフィスビル「10 ハドソン・ヤード」が2016年に敷地の南東の角に竣工した。
この再開発計画の中心は、26-28エーカー (10.5 - 11.3 ha)の複合用途の不動産開発である。コーン・ペダーセン・フォックスが作成した基本計画（マスタープラン）によると、ハドソン・ヤードには12,700,000平方フィート (1,180,000 m2)以上の新しいオフィス、住宅、および小売スペースを含む16の超高層ビルが建つことになっている。これらは、six million平方フィート (560,000 m2)の商業オフィススペース、レストラン、カフェ、マーケット、およびバーを備えた750,000-平方フート (70,000 m2)の小売センター、ホテル、文化スペース、約5,000戸の住宅、750席を持つ学校、および14エーカー (5.7 ha)の公共空間からなる。
この開発エリアの西端はハドソン・リバー・パークおよびハドソン川、東端は7番街および8番街、南端は西28丁目および30丁目、北端は西43丁目である。総工費は200億ドル以上、1日の訪問者数は65,000人と見積もられている。
さらに、ジェイコブ・ジャビッツ・コンベンション・センターの改修工事も行われる。

### フェーズ2（西側）
7つのマンション、1つのオフィスビル、そして1つの学校の建設が予定されている。
全プロジェクトは2024年までに完了する予定である。

## 経緯
もともとハドソン川沿いのこの場所は鉄道用地であったが、ペン・セントラル鉄道が1970年代末に破綻した後、同社の貨物駅の北半分はジェイコブ・ジャビッツ・コンベンション・センターに、南半分はペンシルバニア駅に発着する通勤列車のための大きな鉄道ヤード（MTAのウェストサイド車両基地）になった。この車両基地の上に人工地盤を作って再開発する案はかねてからあり、1980年代から90年代にかけては老朽化したマディソン・スクエア・ガーデンやヤンキースタジアムを改修する代わりにこの地に移転する計画もあった。
ニューヨーク市が2012年夏季オリンピックの招致を行った際には、オリンピック後はニューヨーク・ジェッツの新しい本拠地として使われるオリンピックスタジアム（ウエスト・サイド・スタジアム）やメディアセンター、オリンピックプラザなどがハドソン・ヤードに建設される計画であったが、招致に敗れた後、ニューヨーク市は不動産開発業者The Related CompaniesおよびOxford Propertiesと組んでオフィス用地としての再開発を行うことになった。
2005年1月、ニューヨーク市議会は28丁目から43丁目に含まれる約60ブロックの区画整備を承認した。
2009年、スタジアム建設計画が州議会により却下された後、ウエスト・サイド・ヤードも同様に区画整備された。
2010年5月、MTAは車両基地上にビルを建てるための空中権を99年に渡ってRelated CompaniesおよびOxford Properties Groupのジョイントベンチャーにリースした。

## 先進技術
様々な先進技術がこの再開発に用いられ、センサーや他のデータ計測機器によって、あらゆる種類のデータが集められることになっている：
- 大気環境モニタリング[10]
- 熱分布マッピングによる人の移動とエネルギー使用状況のトラッキング[4]
- モバイル・アプリによる利用者の健康や活動状況に関するデータ収集[10]
- 歩行者と自動車の交通状況トラッキング[10]
- ノイズレベルおよびエネルギーと水の使用状況に関するデータ収集センサ[4]
- マイクロ・グリッドを用いたエネルギー節約[10]
- 風速45マイル毎時 (72 km/h)の気送管を用いた有機物および固形物ゴミ収集およびリサイクル；ゴミ収集車は用いられない[11]

ニューヨーク大学のCenter for Urban Science and Progressがハドソン・ヤード・プロジェクトのためにこのインフラを設計した。屋上のパラボラ・アンテナ、無線応答機、およびツーウェイ・ラジオと接続されたファイバーループは14エーカー (6 ha)の公共スペースと17,000,000平方フィート (1,600,000 m2)の商業スペースをカバーするネットワークを構成する。これらのインフラは、より新しい技術が開発されたときにアップデートができるように、拡張性・適応性を持たせて設計されている。